# 3e étape du Tour de France 2025
Pour un article plus général, voir Tour de France 2025.
La 3e étape du Tour de France 2025 se déroule le lundi 7 juillet 2025 entre Valenciennes et Dunkerque, sur une distance de 178,3 kilomètres.

## Parcours de l'étape
Comme pour la 1re étape, la 3e étape de cette 112e édition du Tour de France est tracée entre deux villes du département du Nord, avec une excursion par le Pas-de-Calais. Elle est longue de 178,3 kilomètres pour un faible dénivelé positif de 671 mètres, le point culminant se situant au sommet de l'unique côte répertoriée de la journée, le Mont Cassel (2,3 km à 3,8 %, 4e catégorie), qui figurait déjà sur la 1re étape, à 144 mètres d'altitude. Considérée comme l’une des plus plates étapes de cette édition, les coureurs serpentent à travers un territoire bien connu des amateurs de Paris-Roubaix, bien qu’aucun secteur pavé ne soit emprunté : il faudra donc attendre pour voir une étape succéder à la 5e étape du Tour de France 2022, dernière fois que des secteurs étaient au programme de la Grande Boucle.
Au départ de Valenciennes, les coureurs traversent le parc naturel régional Scarpe-Escaut, dans lequel se situe le secteur mythique de la trouée d'Arenberg. Le peloton gagne Saint-Amand-les-Eaux (km 11,3), avant de se diriger vers Orchies (km 31). La Pévèle est ensuite traversée par les coureurs, avec un passage par Mons-en-Pévèle (km 49), autre haut-lieu de Paris-Roubaix. Une cinquantaine de kilomètres prend place dans le Pas-de-Calais, par Auchy-les-Mines (km 84,8), Béthune (km 95,3) puis Isbergues (km 118,2), où se tient le sprint intermédiaire (rue verte en venant de Mazinghem, au niveau de la zone artisanale peu avant le carrefour avec la rue Jean Jaurès). Le parcours de la 3e étape s'entrecroise à trois reprises avec celui de la 1re étape : à Seclin (km 64), à Béthune et au Mont Cassel (km 147,4). Répertorié au grand prix de la montagne, ce sommet se situe à 31 kilomètres de l'arrivée. Le final se fait sur des routes exposées au vent, vers la plaine de Flandre et Bergues, qui se rapprochent progressivement du bord de mer, jusqu'à l'arrivée à Dunkerque. Le parcours dans Dunkerque jusqu'à la ligne d'arrivée est le suivant : route de Bergues, boulevard Victor Hugo, rue de la Cunette. La ligne est tracée derrière l'institution Notre-Dame des Dunes, avant le pont de Rosendaël, au bout d'une ligne droite de 1 500 mètres, dont les 200 derniers en ligne de vue sur une chaussée large de 6 mètres. Étape a priori destinée à un sprint massif, elle pourrait néanmoins être marquée par des bordures si le vent se lève, notamment dans les zones dégagées en approche de la mer, mais aucun changement dans les différents classements n'est attendu (hors chute ou problème mécanique), hormis pour la course au maillot vert.

## Déroulement de la course
Cette étape plate où le peloton est resté globalement groupé a surtout été marquée par de nombreuses chutes. La première a lieu lors du sprint intermédiaire d'Isbergues et a provoqué l'abandon du maillot vert Jasper Philipsen (Alpecin-Deceuninck), victime d'une lourde chute (fracture de la clavicule), n'ayant pu éviter Bryan Coquard (Cofidis) qui avait quitté sa ligne après un contact avec Laurenz Rex (Intermarché-Wanty) et qui reçut par les commissaires une pénalité de 13 points au classement par points. D'autres chutes surviennent dans les cinq derniers kilomètres d'un final piégeux ponctué de nombreuses courbes et rétrécissements dans les artères de Dunkerque. Le sprint est remporté par Tim Merlier (Soudal Quick-Step) qui s'impose de justesse devant Jonathan Milan (Lidl-Trek).
Le prix de la combativité n'est exceptionnellement pas attribué, « par manque de combattant », ce qui, hors étapes contre-la-montre, ne s'était pas produit depuis l'interruption de la 19e étape en 2019.

## Résultats
Cette section présente les résultats et prix obtenus au cours de l'étape.

### Classement de l'étape
| Classement de la 3e étape | Classement de la 3e étape | Classement de la 3e étape | Classement de la 3e étape | Classement de la 3e étape |
|                           | Coureur                   | Pays                      | Équipe                    | Temps                     |
| ------------------------- | ------------------------- | ------------------------- | ------------------------- | ------------------------- |
| 1er                       | Tim Merlier               | Belgique                  | Soudal Quick-Step         | en 4 h 16 min 55 s        |
| 2e                        | Jonathan Milan            | Italie                    | Lidl-Trek                 | + 0 s                     |
| 3e                        | Phil Bauhaus              | Allemagne                 | Bahrain Victorious        | + 0 s                     |
| 4e                        | Søren Wærenskjold         | Norvège                   | Uno-X Mobility            | + 0 s                     |
| 5e                        | Pavel Bittner             | Tchéquie                  | Picnic-PostNL             | + 0 s                     |
| 6e                        | Biniam Girmay             | Érythrée                  | Intermarché-Wanty         | + 0 s                     |
| 7e                        | Kaden Groves              | Australie                 | Alpecin-Deceuninck        | + 0 s                     |
| 8e                        | Danny van Poppel          | Pays-Bas                  | Red Bull-Bora-Hansgrohe   | + 0 s                     |
| 9e                        | Pascal Ackermann          | Allemagne                 | Israel-Premier Tech       | + 0 s                     |
| 10e                       | Amaury Capiot             | Belgique                  | Arkéa-B&B Hotels          | + 0 s                     |
| modifier                  |                           |                           |                           |                           |

### Bonifications en temps
|   | Coureur        | Pays      | Équipe             | Bonifications |
| - | -------------- | --------- | ------------------ | ------------- |
| 1 | Tim Merlier    | Belgique  | Soudal Quick-Step  | 10 s          |
| 2 | Jonathan Milan | Italie    | Lidl-Trek          | 6 s           |
| 3 | Phil Bauhaus   | Allemagne | Bahrain Victorious | 4 s           |

### Points attribués
| Sprint intermédiaire Isbergues (km 118,2) | Sprint intermédiaire Isbergues (km 118,2) | Sprint intermédiaire Isbergues (km 118,2) | Sprint intermédiaire Isbergues (km 118,2) | Sprint intermédiaire Isbergues (km 118,2) |
| ----------------------------------------- | ----------------------------------------- | ----------------------------------------- | ----------------------------------------- | ----------------------------------------- |
|                                           | Coureur                                   | Pays                                      | Équipe                                    | Point(s)                                  |
| 1er                                       | Jonathan Milan                            | Italie                                    | Lidl-Trek                                 | 20                                        |
| 2e                                        | Paul Penhoët                              | France                                    | Groupama-FDJ                              | 17                                        |
| 3e                                        | Kaden Groves                              | Australie                                 | Alpecin-Deceuninck                        | 15                                        |
| 4e                                        | Anthony Turgis                            | France                                    | TotalEnergies                             | 13                                        |
| 5e                                        | Hugo Page                                 | France                                    | Intermarché-Wanty                         | 11                                        |
| 6e                                        | Simone Consonni                           | Italie                                    | Lidl-Trek                                 | 10                                        |
| 7e                                        | Biniam Girmay                             | Érythrée                                  | Intermarché-Wanty                         | 9                                         |
| 8e                                        | Søren Wærenskjold                         | Norvège                                   | Uno-X Mobility                            | 8                                         |
| 9e                                        | Laurenz Rex                               | Belgique                                  | Intermarché-Wanty                         | 7                                         |
| 10e                                       | Tim Wellens                               | Belgique                                  | UAE Emirates XRG                          | 6                                         |
| 11e                                       | Kévin Vauquelin                           | France                                    | Arkéa-B&B Hotels                          | 5                                         |
| 12e                                       | Amaury Capiot                             | Belgique                                  | Arkéa-B&B Hotels                          | 4                                         |
| 13e                                       | Raúl García Pierna                        | Espagne                                   | Arkéa-B&B Hotels                          | 3                                         |
| 14e                                       | Arnaud Démare                             | France                                    | Arkéa-B&B Hotels                          | 2                                         |
| 15e                                       | Jasper Stuyven                            | Belgique                                  | Lidl-Trek                                 | 1                                         |
| modifier                                  |                                           |                                           |                                           |                                           |

| Arrivée d'étape Dunkerque (km 178,3) | Arrivée d'étape Dunkerque (km 178,3) | Arrivée d'étape Dunkerque (km 178,3) | Arrivée d'étape Dunkerque (km 178,3) | Arrivée d'étape Dunkerque (km 178,3) |
| ------------------------------------ | ------------------------------------ | ------------------------------------ | ------------------------------------ | ------------------------------------ |
|                                      | Coureur                              | Pays                                 | Équipe                               | Point(s)                             |
| 1er                                  | Tim Merlier                          | Belgique                             | Soudal Quick-Step                    | 50                                   |
| 2e                                   | Jonathan Milan                       | Italie                               | Lidl-Trek                            | 30                                   |
| 3e                                   | Phil Bauhaus                         | Allemagne                            | Bahrain Victorious                   | 20                                   |
| 4e                                   | Søren Wærenskjold                    | Norvège                              | Uno-X Mobility                       | 18                                   |
| 5e                                   | Pavel Bittner                        | Tchéquie                             | Picnic-PostNL                        | 16                                   |
| 6e                                   | Biniam Girmay                        | Érythrée                             | Intermarché-Wanty                    | 14                                   |
| 7e                                   | Kaden Groves                         | Australie                            | Alpecin-Deceuninck                   | 12                                   |
| 8e                                   | Danny van Poppel                     | Pays-Bas                             | Red Bull-Bora-Hansgrohe              | 10                                   |
| 9e                                   | Pascal Ackermann                     | Allemagne                            | Israel-Premier Tech                  | 8                                    |
| 10e                                  | Amaury Capiot                        | Belgique                             | Arkéa-B&B Hotels                     | 7                                    |
| 11e                                  | Alberto Dainese                      | Italie                               | Tudor                                | 6                                    |
| 12e                                  | Tobias Lund Andresen                 | Danemark                             | Picnic-PostNL                        | 5                                    |
| 13e                                  | Bastien Tronchon                     | France                               | Decathlon-AG2R La Mondiale           | 4                                    |
| 14e                                  | Dylan Groenewegen                    | Pays-Bas                             | Jayco AlUla                          | 3                                    |
| 15e                                  | Jake Stewart                         | Royaume-Uni                          | Israel-Premier Tech                  | 2                                    |
| modifier                             |                                      |                                      |                                      |                                      |

| Coureur          | Pays     | Équipe                  | Pénalité  |
| ---------------- | -------- | ----------------------- | --------- |
| Edward Theuns    | Belgique | Lidl-Trek               | 13 points |
| Bryan Coquard    | France   | Cofidis                 | 13 points |
| Davide Ballerini | Italie   | XDS Astana              | 13 points |
| Danny van Poppel | Pays-Bas | Red Bull-Bora-Hansgrohe | 13 points |

### Cols et côtes
| \| Mont Cassel (km 147,4) 4e catégorie (2,3 km à 3,8 %) \| Mont Cassel (km 147,4) 4e catégorie (2,3 km à 3,8 %) \| Mont Cassel (km 147,4) 4e catégorie (2,3 km à 3,8 %) \| Mont Cassel (km 147,4) 4e catégorie (2,3 km à 3,8 %) \| Mont Cassel (km 147,4) 4e catégorie (2,3 km à 3,8 %) \| \| ---------------------------------------------------- \| ---------------------------------------------------- \| ---------------------------------------------------- \| ---------------------------------------------------- \| ---------------------------------------------------- \| \| \| Coureur \| Pays \| Équipe \| Point(s) \| \| 1er \| Tim Wellens \| Belgique \| UAE Emirates XRG \| 1 \| \| modifier \| \| \| \| \| |             |          |                  |          |
| Mont Cassel (km 147,4) 4e catégorie (2,3 km à 3,8 %) |             |          |                  |          |
| | Coureur     | Pays     | Équipe           | Point(s) |
| 1er | Tim Wellens | Belgique | UAE Emirates XRG | 1        |
| modifier |             |          |                  |          |

### Prix de la combativité
Le prix de la combativité n'a pas été décerné.

## Classements à l'issue de l'étape
Cette section présente le classement général et les différents classements annexes à l'issue de l'étape.

### Classement général
| Classement général | Classement général   | Classement général | Classement général  | Classement général  |
|                    | Coureur              | Pays               | Équipe              | Temps               |
| ------------------ | -------------------- | ------------------ | ------------------- | ------------------- |
| 1er                | Mathieu van der Poel | Pays-Bas           | Alpecin-Deceuninck  | en 12 h 55 min 37 s |
| 2e                 | Tadej Pogačar        | Slovénie           | UAE Emirates XRG    | + 4 s               |
| 3e                 | Jonas Vingegaard     | Danemark           | Visma-Lease a Bike  | + 6 s               |
| 4e                 | Kévin Vauquelin      | France             | Arkéa-B&B Hotels    | + 10 s              |
| 5e                 | Matteo Jorgenson     | États-Unis         | Visma-Lease a Bike  | + 10 s              |
| 6e                 | Enric Mas            | Espagne            | Movistar            | + 10 s              |
| 7e                 | Joseph Blackmore     | Royaume-Uni        | Israel-Premier Tech | + 41 s              |
| 8e                 | Tobias Johannessen   | Norvège            | Uno-X Mobility      | + 41 s              |
| 9e                 | Ben O'Connor         | Australie          | Jayco AlUla         | + 41 s              |
| 10e                | Emanuel Buchmann     | Allemagne          | Cofidis             | + 49 s              |
| modifier           |                      |                    |                     |                     |

| Classement par points | Classement par points | Classement par points | Classement par points | Classement par points |
| --------------------- | --------------------- | --------------------- | --------------------- | --------------------- |
|                       | Coureur               | Pays                  | Équipe                | Point(s)              |
| 1er                   | Jonathan Milan        | Italie                | Lidl-Trek             | 81 points             |
| 2e                    | Biniam Girmay         | Érythrée              | Intermarché-Wanty     | 77 pts                |
| 3e                    | Tim Merlier           | Belgique              | Soudal Quick-Step     | 63 pts                |
| 4e                    | Mathieu van der Poel  | Pays-Bas              | Alpecin-Deceuninck    | 50 pts                |
| 5e                    | Anthony Turgis        | France                | TotalEnergies         | 49 pts                |
| 6e                    | Søren Wærenskjold     | Norvège               | Uno-X Mobility        | 46 pts                |
| 7e                    | Paul Penhoët          | France                | Groupama-FDJ          | 43 pts                |
| 8e                    | Tadej Pogačar         | Slovénie              | UAE Emirates XRG      | 30 pts                |
| 9e                    | Kaden Groves          | Australie             | Alpecin-Deceuninck    | 27 pts                |
| 10e                   | Yevgeniy Fedorov      | Kazakhstan            | XDS Astana            | 20 pts                |
| modifier              |                       |                       |                       |                       |

| Classement du meilleur grimpeur | Classement du meilleur grimpeur | Classement du meilleur grimpeur | Classement du meilleur grimpeur | Classement du meilleur grimpeur |
| ------------------------------- | ------------------------------- | ------------------------------- | ------------------------------- | ------------------------------- |
|                                 | Coureur                         | Pays                            | Équipe                          | Point(s)                        |
| 1er                             | Tim Wellens                     | Belgique                        | UAE Emirates XRG                | 3 points                        |
| 2e                              | Tadej Pogačar                   | Slovénie                        | UAE Emirates XRG                | 3 pts                           |
| 3e                              | Benjamin Thomas                 | France                          | Cofidis                         | 2 pts                           |
| 4e                              | Jonas Vingegaard                | Danemark                        | Visma-Lease a Bike              | 2 pts                           |
| 5e                              | Kévin Vauquelin                 | France                          | Arkéa-B&B Hotels                | 1 pt                            |
| 6e                              | Andreas Leknessund              | Norvège                         | Uno-X Mobility                  | 1 pt                            |
| modifier                        |                                 |                                 |                                 |                                 |

| Classement général du meilleur jeune | Classement général du meilleur jeune | Classement général du meilleur jeune | Classement général du meilleur jeune | Classement général du meilleur jeune |
|                                      | Coureur                              | Pays                                 | Équipe                               | Temps                                |
| ------------------------------------ | ------------------------------------ | ------------------------------------ | ------------------------------------ | ------------------------------------ |
| 1er                                  | Kévin Vauquelin                      | France                               | Arkéa-B&B Hotels                     | en 12 h 55 min 47 s                  |
| 2e                                   | Joseph Blackmore                     | Royaume-Uni                          | Israel-Premier Tech                  | + 31 s                               |
| 3e                                   | Oscar Onley                          | Royaume-Uni                          | Picnic-PostNL                        | + 39 s                               |
| 4e                                   | Jenno Berckmoes                      | Belgique                             | Lotto                                | + 39 s                               |
| 5e                                   | Mattias Skjelmose                    | Danemark                             | Lidl-Trek                            | + 39 s                               |
| 6e                                   | Remco Evenepoel                      | Belgique                             | Soudal Quick-Step                    | + 39 s                               |
| 7e                                   | Florian Lipowitz                     | Allemagne                            | Red Bull-Bora-Hansgrohe              | + 39 s                               |
| 8e                                   | Carlos Rodríguez                     | Espagne                              | Ineos Grenadiers                     | + 1 min 10 s                         |
| 9e                                   | Samuel Watson                        | Royaume-Uni                          | Ineos Grenadiers                     | + 1 min 29 s                         |
| 10e                                  | Ben Healy                            | Irlande                              | EF Education-EasyPost                | + 2 min 8 s                          |
| modifier                             |                                      |                                      |                                      |                                      |

| Classement par équipes | Classement par équipes     | Classement par équipes | Classement par équipes |
|                        | Équipe                     | Pays                   | Temps                  |
| ---------------------- | -------------------------- | ---------------------- | ---------------------- |
| 1re                    | Groupama-FDJ               | France                 | en 38 h 47 min 21 s    |
| 2e                     | Visma-Lease a Bike         | Pays-Bas               | + 31 s                 |
| 3e                     | Alpecin-Deceuninck         | Belgique               | + 2 min 0 s            |
| 4e                     | UAE Emirates XRG           | Émirats arabes unis    | + 2 min 8 s            |
| 5e                     | Arkéa-B&B Hotels           | France                 | + 2 min 20 s           |
| 6e                     | TotalEnergies              | France                 | + 2 min 20 s           |
| 7e                     | Cofidis                    | France                 | + 2 min 20 s           |
| 8e                     | Decathlon-AG2R La Mondiale | France                 | + 2 min 28 s           |
| 9e                     | Jayco AlUla                | Australie              | + 2 min 51 s           |
| 10e                    | EF Education-EasyPost      | États-Unis             | + 2 min 58 s           |
| modifier               |                            |                        |                        |

## Abandon(s)
Un coureur a abandonné au cours de l'étape : 
- Jasper Philipsen  (Alpecin-Deceuninck) : abandon[10]